# François Chau
François Chau, född 26 oktober 1959 i Phnom Penh, är en amerikansk skådespelare.
Chau föddes i Kambodja och är av kinesisk och vietnamesisk härkomst. Vid sju års ålder flyttade hans familj till Frankrike på grund av Vietnamkriget och året därpå till USA där Chau växt upp och verkat.

## Filmografi (urval)
- 1987 – Spanarna på Hill Street (TV-serie) (1 avsnitt)
- 1989 – Pluton B i Vietnam (TV-serie) (1 avsnitt)
- 1990 – China Beach (TV-serie) (1 avsnitt)
- 1991 – Baywatch (TV-serie) (1 avsnitt)
- 1991 – MacGyver (TV-serie) (1 avsnitt)
- 1991 – Teenage Mutant Hero Turtles II – Kampen om Ooze
- 1991 – The Flash (TV-serie) (1 avsnitt)
- 1992 – Rapid Fire
- 1993 – Kodnamn: Nina
- 1993 – Wild Palms (TV-serie) (3 avsnitt)
- 1994 – Time Trax (TV-serie) (1 avsnitt)
- 1996–1997 – Cityakuten (TV-serie) (2 avsnitt)
- 1997 – Melrose Place (TV-serie) (1 avsnitt)
- 1997 – Vild och galen i Beverly Hills
- 1998 – Dödligt vapen 4
- 1999 – Nash Bridges (TV-serie) (1 avsnitt)
- 2000–2001 – På heder och samvete (TV-serie) (2 avsnitt)
- 2000 – Walker, Texas Ranger (TV-serie) (1 avsnitt)
- 2003 – Stargate SG-1 (TV-serie) (1 avsnitt)
- 2004 – Alias (TV-serie) (1 avsnitt)
- 2004 – Helter Skelter
- 2004 – North Shore (TV-serie) (1 avsnitt)
- 2005 – 24 (TV-serie) (1 avsnitt)
- 2005 – Grey's Anatomy (TV-serie) (1 avsnitt)
- 2005–2010 – Lost (TV-serie) (17 avsnitt)
- 2006 – Numb3rs (TV-serie) (1 avsnitt)
- 2006 – Rescue Dawn
- 2007 – Shark (TV-serie) (1 avsnitt)
- 2007 – The Unit (TV-serie) (1 avsnitt)
- 2008 – Medium (TV-serie) (1 avsnitt)
- 2009 – Powder Blue
- 2009 – The Lodger
- 2011 – Castle (TV-serie) (1 avsnitt)
- 2011 – Chuck (TV-serie) (1 avsnitt)
- 2012 – NCIS: Los Angeles (TV-serie) (1 avsnitt)
- 2012 – XCOM: Enemy Unknown (röstroll)
- 2013 – Aqua Teen Hunger Force (TV-serie) (röstroll, 1 avsnitt)
- 2013 – Nikita (TV-serie) (1 avsnitt)
- 2013 – The Mentalist (TV-serie) (1 avsnitt)
- 2013 – The Secret Life of the American Teenager (TV-serie) (1 avsnitt)
- 2014 – Bones (TV-serie) (1 avsnitt)
- 2014 – Criminal Minds (TV-serie) (1 avsnitt)
- 2014 – Hawaii Five-0 (TV-serie) (1 avsnitt)
- 2014 – Rizzoli & Isles (TV-serie) (1 avsnitt)
- 2015–2017 – K.C. Hemlig agent (TV-serie) (7 avsnitt)
- 2015 – Major Crimes (TV-serie) (1 avsnitt)
- 2015 – The Boy Next Door
- 2015–2018 – The Expanse (TV-serie) (13 avsnitt)
- 2016 – Aquarius (TV-serie) (1 avsnitt)
- 2016 – Berlin Station (TV-serie) (1 avsnitt)
- 2017 – MacGyver (TV-serie) (1 avsnitt)
- 2018 – Arkiv X (TV-serie) (1 avsnitt)
- 2019 – How to Get Away with Murder (TV-serie) (1 avsnitt)
- 2019 – NCIS (TV-serie) (1 avsnitt)
- 2019 – Veronica Mars (TV-serie) (1 avsnitt)
- 2020 – Birds of Prey
- 2021 – Raya och den sista draken (röstroll)
- 2021 – The Good Doctor (TV-serie) (1 avsnitt)
- 2022 – Chicago Med (TV-serie) (1 avsnitt)
- 2023 – Barry (TV-serie) (3 avsnitt)
- 2023 – Law & Order: Organized Crime (TV-serie) (2 avsnitt)
- 2023 – Quantum Leap (TV-serie) (1 avsnitt)
- 2024 – The Penguin (TV-serie) (3 avsnitt)